# Pelemsengir
Pelemsengir is een bestuurslaag in het regentschap Blora van de provincie Midden-Java, Indonesië. Pelemsengir telt 3334 inwoners (volkstelling 2010).